# Bathythrix carinata
Bathythrix carinata är en stekelart som först beskrevs av André Seyrig 1952.  Bathythrix carinata ingår i släktet Bathythrix och familjen brokparasitsteklar. Inga underarter finns listade.